# Lijst van voetbalinterlands Cambodja - Sri Lanka
Deze lijst van voetbalinterlands is een overzicht van alle officiële voetbalwedstrijden tussen de nationale teams van Cambodja en Sri Lanka. De landen hebben tot op heden vijf keer tegen elkaar gespeeld. De eerste ontmoeting, een vriendschappelijke wedstrijd, vond plaats op 1 augustus 1972 in Kuala Lumpur (Thailand). Het laatste duel, een kwalificatiewedstrijd voor de Azië Cup 2027, werd gespeeld in Phnom Penh op 10 september 2024.

## Wedstrijden
| № | Plaats       | Datum             | Competitie                 | Wedstrijd                  | Uitslag |
| - | ------------ | ----------------- | -------------------------- | -------------------------- | ------- |
| 1 | Kuala Lumpur | 1 augustus 1972   | Vriendschappelijk          | Sri Lanka − Khmerrepubliek | 1 − 6   |
| 2 | Colombo      | 28 maart 2001     | Vriendschappelijk          | Sri Lanka − Cambodja       | 1 − 0   |
| 3 | Phnom Penh   | 9 oktober 2016    | Vriendschappelijk          | Cambodja − Sri Lanka       | 4 − 0   |
| 4 | Colombo      | 5 september 2024  | Azië Cup 2027 kwalificatie | Sri Lanka − Cambodja       | 0 − 0   |
| 5 | Phnom Penh   | 10 september 2024 | Azië Cup 2027 kwalificatie | Cambodja − Sri Lanka       | 2 − 2   |

## Samenvatting
| Competitie            | Totaal gespeeld | Winst Cambodja | Gelijk | Winst Sri Lanka | Doelsaldo Cambodja – Sri Lanka |
| --------------------- | --------------- | -------------- | ------ | --------------- | ------------------------------ |
| Azië Cup-kwalificatie | 2               | 0              | 2      | 0               | 2 − 2                          |
| Vriendschappelijk     | 3               | 2              | 0      | 1               | 10 − 2                         |
| Totaal                | 5               | 2              | 2      | 1               | 12 − 4                         |

Wedstrijden bepaald door strafschoppen worden, in lijn met de FIFA, als een gelijkspel gerekend.
FFC · Cambodjaans vrouwenelftal
Afghanistan ·
Australië ·
Bahrein ·
Bangladesh ·
Bhutan ·
Brunei ·
China ·
Equatoriaal-Guinea ·
Filipijnen ·
Guam ·
Guinee ·
Guyana ·
Hongkong ·
India ·
Indonesië ·
Irak ·
Iran ·
Japan ·
Jemen ·
Jordanië ·
Kirgizië ·
Koeweit ·
Laos ·
Libanon ·
Macau ·
Malediven ·
Maleisië ·
Mongolië ·
Myanmar ·
Nepal ·
Noord-Korea ·
Oezbekistan ·
Oost-Timor ·
Pakistan ·
Palestina ·
Qatar ·
Saoedi-Arabië ·
Singapore ·
Sri Lanka ·
Syrië ·
Tadzjikistan ·
Taiwan ·
Thailand ·
Turkmenistan ·
Vietnam ·
Zuid-Korea ·
Zuid-Vietnam
FSL ·
A-internationals ·
Sri Lankaans vrouwenelftal
Afghanistan ·
Bahrein ·
Bangladesh ·
Bhutan ·
Brunei ·
Cambodja ·
China ·
DDR ·
Filipijnen ·
Guam ·
Hongkong ·
India ·
Indonesië ·
Irak ·
Iran ·
Japan ·
Jemen ·
Jordanië ·
Kirgizië ·
Laos ·
Libanon ·
Macau ·
Malediven ·
Maleisië ·
Mongolië ·
Myanmar ·
Nepal ·
Noord-Korea ·
Oezbekistan ·
Oman ·
Pakistan ·
Palestina ·
Papoea-Nieuw-Guinea ·
Qatar ·
Saoedi-Arabië ·
Seychellen ·
Singapore ·
Soedan ·
Syrië ·
Tadzjikistan ·
Taiwan ·
Thailand ·
Turkmenistan ·
Verenigde Arabische Emiraten ·
Vietnam ·
Zuid-Korea